# Приходько, Мария Фёдоровна
Мария Фёдоровна Приходько (27 февраля 1909, с. Александровка, Константиноградский уезд, Полтавская губерния — 1993 год, село Томонку-Чуй (кирг. Төмөнкү Чүй), Сокулукский район, Чуйская область) — звеньевая совхоза «Нижне-Чуйский» Министерства сельского хозяйства СССР, Кагановичский район Фрунзенской области, Киргизская ССР. Герой Социалистического Труда (1950).

## Биография
Родилась в 1909 году в крестьянской семье в селе Александровка Полтавской губернии.
Трудовую деятельность рабочей начала на Ленинградском химическом заводе.
После начала Великой Отечественной войны эвакуировалась в Киргизию, где трудилась с 1943 года разнорабочей в совхозе «Нижне-Чуйский» Кагановичского района.
С 1946 года возглавляла звено по возделыванию кенафа. В 1949 году звено Марии Приходько собрало в среднем по 113,7 центнеров кенафа на участке площадью 20 гектаров. Указом Президиума Верховного Совета СССР от 10 июля 1950 года удостоена звания Героя Социалистического Труда с вручением ордена Ленина и золотой медали «Серп и Молот». Также награждена Большой серебряной медалью ВДНХ.
С 1968 года — персональный пенсионер союзного значения. После выхода на пенсию проживала в селе Томонку-Чуй.
Скончалась в 1993 году.